# Aniśki (Białoruś)
Aniśki (biał. Аніські; ros. Аниськи) – wieś na Białorusi, w obwodzie witebskim, w rejonie horodeckim, w sielsowiecie Pierszy Maj. W 2019 roku była niezamieszkana.